# 春田M1A半自動步槍
春田M1A（英語：Springfield Armory M1A）是一系列由美国槍械製造商春田公司自1974年創立以後設計、生產、推出和改進的半自動步枪，是M14自动步枪的半自動民用型版本。可發射比賽等級的.308 Winchester或7.62×51毫米北約口徑制式步槍子彈。
“M1A”這個術語是春田公司生產的M14格局的步槍的一個專有稱號。早期的M1A步槍是來自軍隊的剩餘軍需用品的零件生產，直到後來春田公司開始生產自己的零件以生產新型的M1A步槍。及後羅伯特·里斯（Robert Reese）從埃爾默·巴蘭斯（Elmer Ballance）手中買下了春田兵工廠（Springfield Armory），並將生產基地從德克薩斯州迪瓦恩遷至伊利諾伊州吉納西奧。

## M1A和M14之間的設計差異

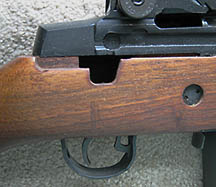
於1997年生產的M1A的槍托上發射模式選擇的開孔。

由於春田公司生產的M1A是M14自动步枪的半自動民用型版本，因此M1A的大部分設計與M14是相同的。而其中有幾處不同的是：
M1A的機匣是由嚴格的高精密度投入和鑄造生產的AISI 8620型低碳合金钢所製造。軍用型的M14機匣於生產過程之中利用鐵塊拋進熔鐵爐以鍛造機匣，不但更複雜，而且更昂貴，但好處是更堅固。至少直到1990年代末期，在春田公司生產的M1A保留在槍托右側、照門後方還是可以發現作為M14的發射模式選擇的開孔。
胡桃木槍托的M21具有可調節高度的托腮板，這是獨一無二的型號。
為了紀念卡羅斯·海斯卡克而設計、生產的M25懷特費瑟（英語：White Feather，意為：白羽毛）亦擁有其獨特的設計，因為它安裝於黑色的麥克米蘭玻璃钢強化塑料和一個內置的橋型MIL-STD-1913戰術導軌光學瞄準鏡接口。這是因為M25亦沒有配備任何的機械瞄具。
自1991年以後，春田公司也在M1A的機匣省略了“7.62毫米”口徑指示的銘文。
由於美國菸酒槍炮及爆裂物管理局（英語：Bureau of Alcohol, Tobacco, Firearms and Explosives，簡稱：ATF）曾經在1994年通過了一條名為聯邦突擊武器禁制法案（英語：Federal Assault Weapons Ban，簡稱：AWB）的禁止攻擊武器條款，禁止槍械裝置（除其他功能以外）刺刀座，因此M1A不再裝置刺刀座。就算該條款已於2004年9月過期，使得在大多數州都可以再次合法使用刺刀座這種裝置，但是春田公司亦沒有恢復刺刀座這個功能。事實上，由於大多數的消焰器已經整合了刺刀座的功能，“禁令後”的步槍可以很容易地利用禁令前的槍口消焰器以裝上刺刀座（以及刺刀）。
美國加州的突擊武器禁制法案亦在2000年1月1日開始生效，禁止所有使用可拆式彈匣供彈的半自動步枪能夠裝上消焰器。因此，春田公司設計了制退器，可以安裝在已經向加州出售的所有型號原來是裝上標準設計的消焰器的槍口位置。制退器能夠降低後座力和槍口上揚，使得使用者能夠增加射擊的效率和更快地瞄準並且射擊下一個目標。

## M1A／M14選射步槍

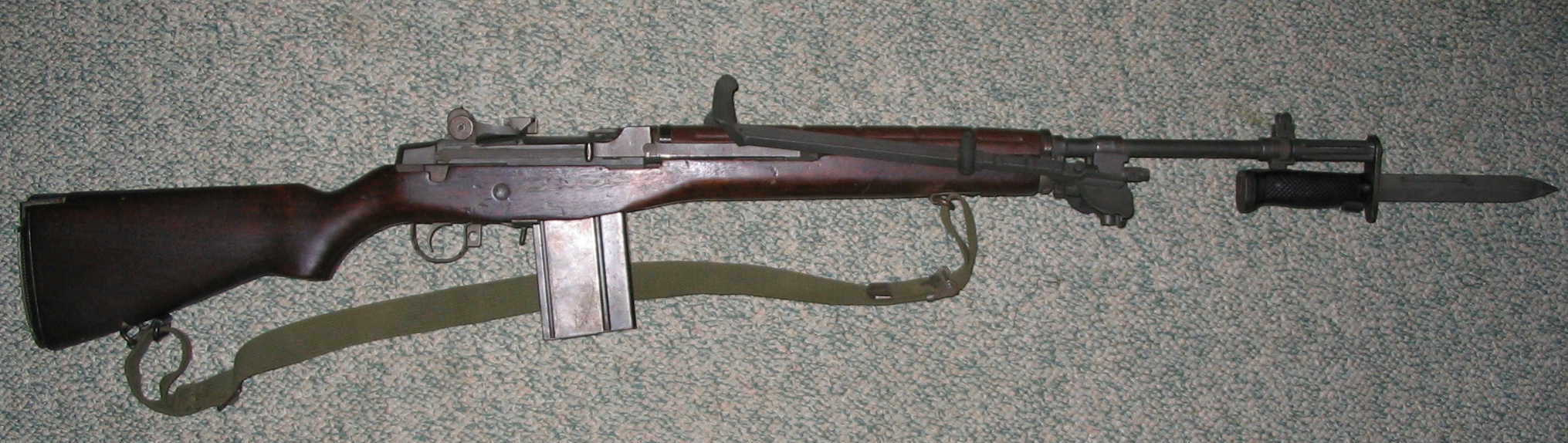
一枝裝上兩點式槍背帶、兩腳架和M6刺刀的春田M1A。

自1971年開始生產以來，大部分的M1A步槍都是為了商業市場而生產，因此大多數都只能夠半自動射擊。不過，據估計在1986年5月19日通過了槍械擁有保護法案（英語：Firearm Owners Protection Act）以前，總共生產了1,000枝可選擇發射模式的M14型步枪和民用所有權登記。在這以前，春田公司、史密斯企業是其中兩間擁有生產民用選射型M14型步槍的所有權的公司。直到1986年5月，春田公司仍然擁有一間位於伊利诺伊州的全自動武器的工廠。有少數的M1A步槍被改造為全自動型並且由尼爾史密斯（英語：Neal Smith）、岩島兵工廠（亦是由里斯家族所擁有）向美國菸酒槍炮及爆裂物管理局（英語：Bureau of Alcohol, Tobacco, Firearms and Explosives，簡稱：ATF）登記及歸類為第二類槍械。這些機匣裝有選擇發射模式的步槍裝有選射鎖耳、操作桿導槽以便使用連接器組裝一起。
由於其稀缺以及事實上民用市場方面已經不可以再生產任何全新的M1A或M14選射步槍（威廉·J·休斯曾經對麥克盧爾-沃爾克默法案的作出修訂），它們的市場價值已經超過$10,000。

## 衍生型
除了標準型M1A，春田公司還生產了多種衍生型，包括M21戰術型和M25懷特費瑟。

### 裝填型
裝填型（英語：Loaded）衍生型可以使用任何一種核桃或合成槍托（有黑色和橄欖色兩種），當中型號MA9827更裝備了MIL-STD-1913集成型戰術導軌座系統（英語：Cluster Rail System）和玻璃钢強化塑料槍托（英語：Fiberglass Stock）。所有裝填型號包括以下特徵：
- 槍管：氣導式中等重量國家比賽型（可選擇不鏽鋼型或鍍铬钼鋼鐵型槍管），558.8毫米（22英吋），標準膛線纏距被設定在右旋1：11（279.4毫米，裝有消焰器）。
- 準星：國家比賽型1.57毫米（.062英吋）軍用級準星。
- 照門：GI比賽型無冠頂式表尺照門：1.32毫米（0.052英吋）覘孔，可調節，一分半鐘的風偏調節和一分鐘的高度調節。
- 兩道火式軍用扳機：國家比賽級可調整設計，扳機扣力可在4.5—5磅力之間調節。

裝填類衍生型並沒有採用和國家比賽型一樣在槍托裡加上玻璃狀鍍層，和採用USGI導氣箍而不是國家比賽級導氣箍。雖然全國比賽型已經包括了來自裝填型相當程度準確性的特點，但他們不是一枝真正的國家比賽型步槍。Source

### 比賽型

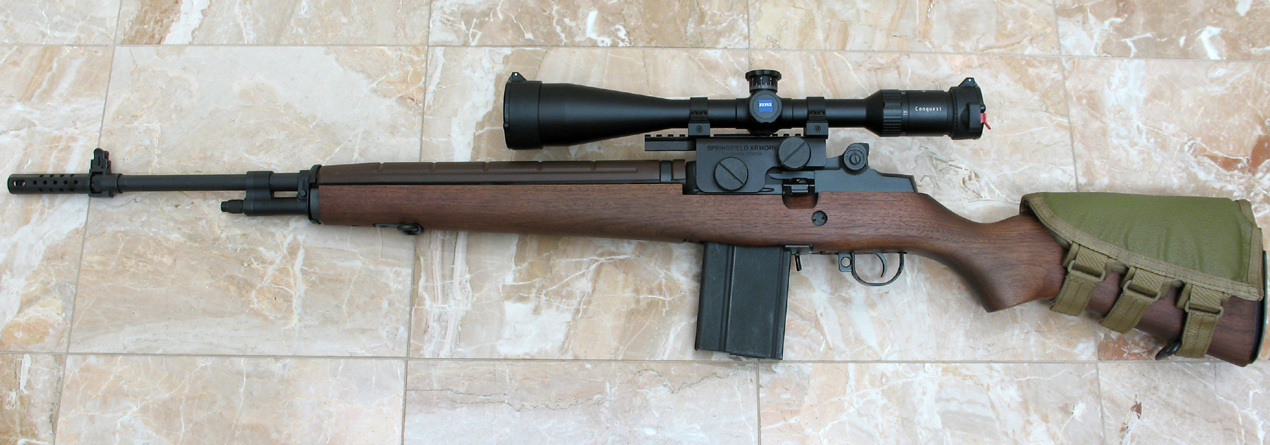
裝上了光學瞄準鏡和托腮墊的春田國家比賽型M1A步槍。

有兩種比賽型M1A宣稱是比賽級步槍，分別是國家比賽型M1A（英語：National Match M1A）和超級比賽型M1A（英語：Super Match M1A）。國家比賽型是一種較基本的型號，而超級比賽型就是在某些型號上裝上一些比賽等級的附加功能以達到更加個人化設計，如麥克米蘭（英語：McMillan）式玻璃钢強化塑料槍托（有黑色和迷彩兩種）和道格拉斯（英語：Douglas）式右旋1：10（254毫米）不銹鋼槍管。

### 偵察班型
偵察班型（英語：Scout Squad）是向執法機關用戶銷售的短槍管型M1A步槍，設計上類似美国海军陆战队退役軍人傑夫·庫珀斯的步槍概念（事實上仍然超過概念中定義出的重量）。它使用核桃（型號是AA9122）或合成槍托（有莫西奧克迷彩、黑色和橄欖色三種，型號分別是AA9122、AA9126和AA9129），全長1,024.382毫米（40.33英吋），裝有一根457.2毫米（18英吋）的槍管，槍膛沒有鍍鉻，並且採用6條1：11右旋膛線纏距，槍管上安裝的韋弗式光學瞄準具基座，以及春田公司設計的專用制退器以減少後座力。強調的是近戰快速瞄準射擊的能力的偵察班型M1A比較適合裝上並且使用Aimpoint光学瞄準鏡或是低倍率的瞄準鏡。

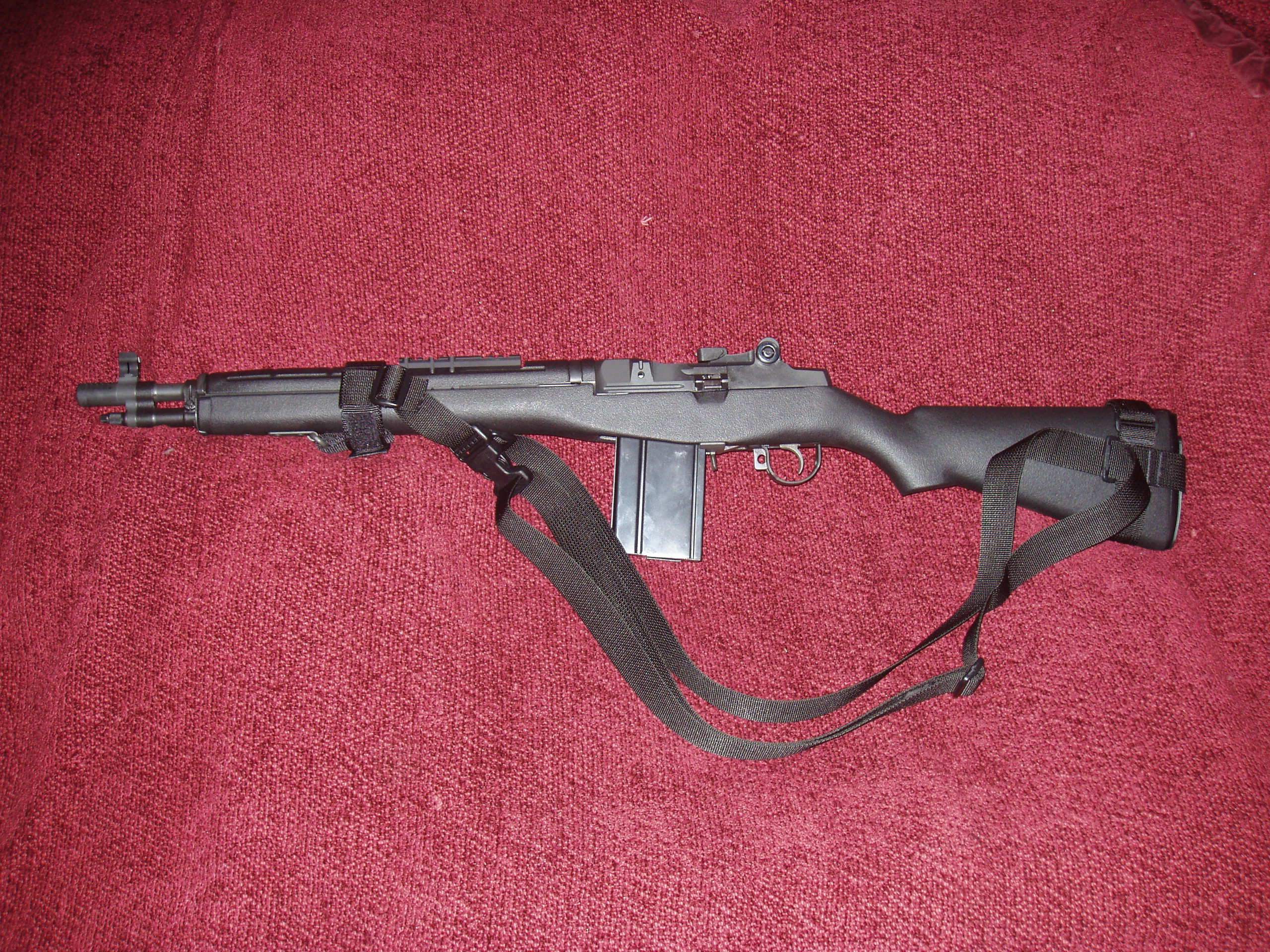
裝上三點式槍背帶的春田SOCOM 16型半自动步枪。

### SOCOM型

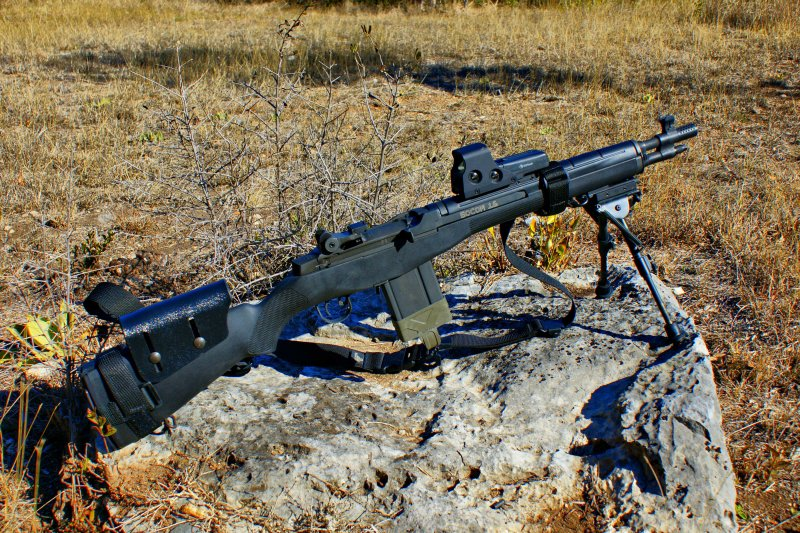
裝上EOTECH全息瞄準鏡、托腮墊和兩腳架的春田SOCOM 16型半自动步枪。

SOCOM II型和SOCOM 16型是裝有一根406.4毫米（16英吋）的槍管（在美國全國槍械法以下不需要徵稅和註冊的最短步槍槍管長度要求）的衍生型，設計上類似美国海军陆战队退役軍人傑夫·庫珀斯的步槍概念（只有SOCOM 16型較輕便和接近概念中的定義）。導氣系統進行了修改，以確保縮短槍管以下仍然能夠正常地操作，並且新增了一具新型的槍口補償裝置，能夠有效地緩和後座力。SOCOM II型的護木裝有MIL-STD-1913集成型戰術導軌座系統（英語：Cluster Rail System），而SOCOM 16型則是合成槍托（有黑色和橄欖色兩種）上裝有一條較短的光学瞄準鏡基座。另外還有一種較為少見的衍生型被命名為SOCOM II加長機匣頂部戰術導軌型，具有從拋殼口上延長至的彈夾條護口的頂部戰術導軌，令使用者可以在更後的位置安裝日間／夜間光学瞄准镜、紅點鏡／反射式瞄準鏡、全息瞄準鏡、棱鏡式瞄準鏡、夜視鏡或熱成像儀。

### 序列號
李·艾默生（英語：Lee Emerson）製作了以下的M1A序列號評論：

## 使用國
- 美国
  - 洛杉磯警察局[4]

## 流行文化

### 电影
- 2004年—：型號為SOCOM 16型，裝上Aimpoint Comp M2紅點鏡並且由士兵所使用。
- 2014年—《美國狙擊手》：由美國海軍儀仗隊用於葬禮期間齊射。

### 電視劇
- 2016年—《生死狙擊》第一季：卡其色塗裝並裝有高倍率瞄準鏡，於第五集由主角鮑勃·李·斯瓦格（瑞恩·菲利普飾演）所使用。

### 电子游戏
- 2007年—：裝上黑色槍托、銀色頂部RIS戰術導軌和黑色護木底部及兩側RIS戰術導軌，命名為「M14」，20發彈匣，最高攜彈量180發。只能在聯機模式使用。聯機模式時於等級46解鎖，並可以使用榴彈發射器、紅點鏡、消音器及ACOG光學瞄準鏡。
- 2012年—：8發彈匣，綠色合成槍托，命名為「卡賓步槍」。
- 2012年—：型號為SOCOM 16型，命名為「MS16」，被錯誤地歸類為突擊步槍，15發彈匣，可裝上延長彈匣、消聲器、管狀反射式瞄準鏡和開放型反射式瞄準鏡。武器模組採用鏡像佈局（拋殼口及拉機柄在左邊），錯誤的不會無彈後定。
- 2014年—：型號為SOCOM 16型，命名為「MS16」，被錯誤地歸類為突擊步槍，20發彈匣，可裝上延長彈匣、消聲器、管狀反射式瞄準鏡和開放型反射式瞄準鏡；解鎖衍生型為「騎兵」，可裝上消聲器、延長彈匣和ACOG光學瞄準鏡。武器模組採用鏡像佈局（拋殼口及拉機柄在左邊），錯誤的不會無彈後定。
- 2015年—：型號為SOCOM 16型，命名為「SOCOM 16」，歸類為半自動狙擊步槍，載彈量20+1發，最高攜彈量為42+21發（可使用改裝：延長彈匣增至104+26發；單人模式），預設裝上M145光學瞄準鏡，能夠由執法機關專業人士（Professional）所使用（罪犯解鎖條件為：以任何陣營進行遊戲使用該槍擊殺1250名敵人後購買武器執照）。可加裝各種瞄準鏡（反射、眼鏡蛇、全息瞄準鏡（放大1倍）、PKA-S（放大1倍）、Micro T1、SRS 02、Comp M4S、M145（放大3.4倍）、PO（放大3.5倍） 、ACOG（放大4倍）、PSO-1（放大4倍）、IRNV（放大1倍）、FLIR（放大2倍）、TA 648（放大6倍）、PKS-07（放大7倍）、步槍瞄準鏡（放大8倍）、獵人（放大14倍））、附加配件（傾斜式機械瞄具、傾斜式紅點鏡、延長彈匣（增至25+1發）、電筒、戰術燈、激光瞄準器、穿甲曳光彈）、槍口零件（制退器、補償器、重槍管、抑制器、消焰器）及握把（垂直握把、粗短握把、直角握把）。單機模式中則能夠由主角尼古拉斯·門多薩所使用。
- 2016年－《湯姆克蘭西：全境封鎖》：型號為M1A標準型和SOCOM 16型：
  - M1A標準型命名為“M1A”，10發彈匣；衍生型為“SOCOM M1A”和“First Wave M1A”。
  - SOCOM 16型命名為“SOCOM M1A”為M1A標準型的短管戰術化型號。
- 2016年—《逃離塔科夫》：型號為SOCOM 16型。
- 2017年—：命名為“Ballance-S-AR Metal”，使用10發彈匣。
- 2018年—《5》：型號為SOCOM 16型，命名為“MS16 Trooper”，奇怪的有射擊選擇桿，武器模組採用鏡像佈局（拋殼口及拉機柄在左邊），錯誤的不會無彈後定，可加裝槍口抑制器與瞄具。
- 2021年—《極地戰嚎6》：型號為SOCOM 16型，命名為「MS16 S」，預設15發彈匣，奇怪的有選射桿，但又只能半自動射擊。模組採用鏡像佈局，錯誤的不會無彈後定，可加裝槍口抑制器與瞄具。

### 動漫畫
- 2006年—《學園默示錄》：型號為M1A1 Super Match，配有刺刀、光學瞄準鏡、20發彈匣，大部份時間由宮本麗當成長矛並且用作近戰武器。
- 2014年—《刀劍神域II》：型號為SOCOM 16型，由詩乃所屬小隊的一名成員所使用。

## 資料來源
1. ↑  M14 VS M1 Garand
2. ↑  . ATF. 2006-07-06  [2007-01-23]. （原始内容存档于2006-05-03）.
3. ↑  Emerson, Lee. .   [2011-11-08]. （原始内容存档于2013-02-10）.
4. ↑  .   [2014-10-22]. （原始内容存档于2013-09-21）.

## 外部連結
- （英文）—Official M1A rifles page （页面存档备份，存于）
- （英文）—The M14/M1A （页面存档备份，存于）（About.com）
- （英文）—The M14/M1A Magazine FAQ
- （英文）—Impact Guns—Springfield M1A Rifles （页面存档备份，存于）
- （英文）—M1a Rifles | Springfield M1A, Scout, Socom, Rifles, scopes, and stocks （页面存档备份，存于）
- （英文）—The Firearm Blog.com—
  - Socom 16 vs SCAR 17 （页面存档备份，存于）
  - SOCOM 16 Thread Adapter and Gas Lock （页面存档备份，存于）
  - POTD: National Match M1A （页面存档备份，存于）
  - New M1A Stock Options （页面存档备份，存于）
  - InRange TV’s Heinous M1A Abuse （页面存档备份，存于）
  - Low Pro Products Extended M1A Rail （页面存档备份，存于）
  - M1A, XD-S 3.3″ now offered in FDE （页面存档备份，存于）
  - POTD: Springfield M1A, 50 Round Drum! （页面存档备份，存于）
  - POTD: Springfield M1A at 9,000 Feet （页面存档备份，存于）
  - ［Review］ Springfield M1A Loaded Precision （页面存档备份，存于）
  - Springfield Armory Socom 16 CQB introduced （页面存档备份，存于）
  - Shooting the Springfield Armory CQB 16 （页面存档备份，存于）
- （英文）—The Truth About Guns.com—Gun Review: Springfield Armory M1A （页面存档备份，存于）
- （英文）—Guns & Ammo.com—
  - First Look: Springfield SOCOM 16 CQB （页面存档备份，存于）
  - 10 Great New Guns for 2016
- （英文）—Rifle Shooter.com—Springfield Armory M1A Loaded Review （页面存档备份，存于）
- （英文）—Tactical-Life.com—
  - Springfield M25 .308 （页面存档备份，存于）
  - BATTLE-BORN M1A HUNTER
  - SPRINGFIELD M1A SCOUT SQUAD （页面存档备份，存于）
  - SPRINGFIELD M1A 7.62mm （页面存档备份，存于）
  - Upgraded M1A Scout （页面存档备份，存于）
  - Preview: Springfield Armory M1A Scout Squad 7.62mm | Gun Review （页面存档备份，存于）
  - Top 10 Features of the Springfield Armory Loaded M1A （页面存档备份，存于）
  - Rob Leatham: Which Springfield M1A Rifle Is Right For You? （页面存档备份，存于）
  - Exclusive: Springfield Armory’s Precision Adjustable Loaded M1A （页面存档备份，存于）
  - Gun Test: Springfield’s Loaded M1A LE Rifle （页面存档备份，存于）
  - Springfield’s Loaded M1A Rifle Gets Flat Dark Earth Option （页面存档备份，存于）
  - Springfield Armory Adds Flat Dark Earth to XD-S Pistol, M1A Rifle （页面存档备份，存于）
  - Top 33 Rifles From the Pages of Special Weapons Magazine in 2015 （页面存档备份，存于）
  - Locked & Loaded M1A: Springfield’s Custom-Grade Rifle （页面存档备份，存于）
  - SOCOM 16 CQB: Springfield’s New Combat-Ready 7.62mm Rifle （页面存档备份，存于）
  - Sneak Peek: Springfield Armory’s New M1A SOCOM 16 CQB （页面存档备份，存于）
  - M1A SOCOM 16 CQB: Springfield’s Close-Quarters Brawler （页面存档备份，存于）
  - The 6 Best Scout Rifles For Today’s Shooters （页面存档备份，存于）
- （英文）—Personal Defense World.com—30 Semi-Auto Rifles For Home Defense & Urban Survival （页面存档备份，存于）
- （英文）—American Rifleman.org—
  - Springfield M1A Drop-In Stock （页面存档备份，存于）
  - Springfield M1A: The M14’s Successful Sibling （页面存档备份，存于）
  - Springfield Armory's M1A （页面存档备份，存于）
  - Springfield M1A Maintenance Tips （页面存档备份，存于）
  - Springfield Armory M1A and XD-S Now Available in Flat Dark Earth Color Tone （页面存档备份，存于）
  - M1A—The M14's Successful Sibling （页面存档备份，存于）
- （简体中文）—槍炮世界—M14型步枪—春田M1A （页面存档备份，存于）
- （简体中文）—轻兵器—美国州警执法利器：SQUAD斯普林菲尔德M1A侦察班步枪 (一)
- （简体中文）—《轻兵器》—M1A侦察/班用步枪 （页面存档备份，存于）